# فولکس‌کرانت
فولکس‌کرانت روزنامه ملی در هلند است.
این روزنامه پس از روزنامه‌های «تلخراف» و «آلخمین داخبلاد» پرتیراژترین روزنامه چاپ هلند است.
نام این روزنامه در میان ایرانیان مقیم هلند به‌ویژه در زمانی جنجال‌برانگیز شد که مقاله‌ای با عنوان «اینجا رادیو تهران است» در آن منتشر شد. در این مطلب شماری از افرادی که با فعالیت‌های رادیو زمانه در هلند مخالفت داشتند به انتقاد از این رادیو پرداختند. فولکس‌کرانت چندی بعد پاسخ هیئت مدیره رادیو زمانه را نیز منتشر کرد که به امضای چند تن از فعالان فرهنگی-اجتماعی ایرانی رسیده بود. 
در زمان ناآرامی‌های ایران در پی انتخابات ریاست جمهوری، فولکس‌کرانت یک فیلم کوتاه از فعالیت‌های رادیو زمانه در پوشش تظاهرات تهیه و در وب‌گاه خود منتشر کرد.